# Padací most

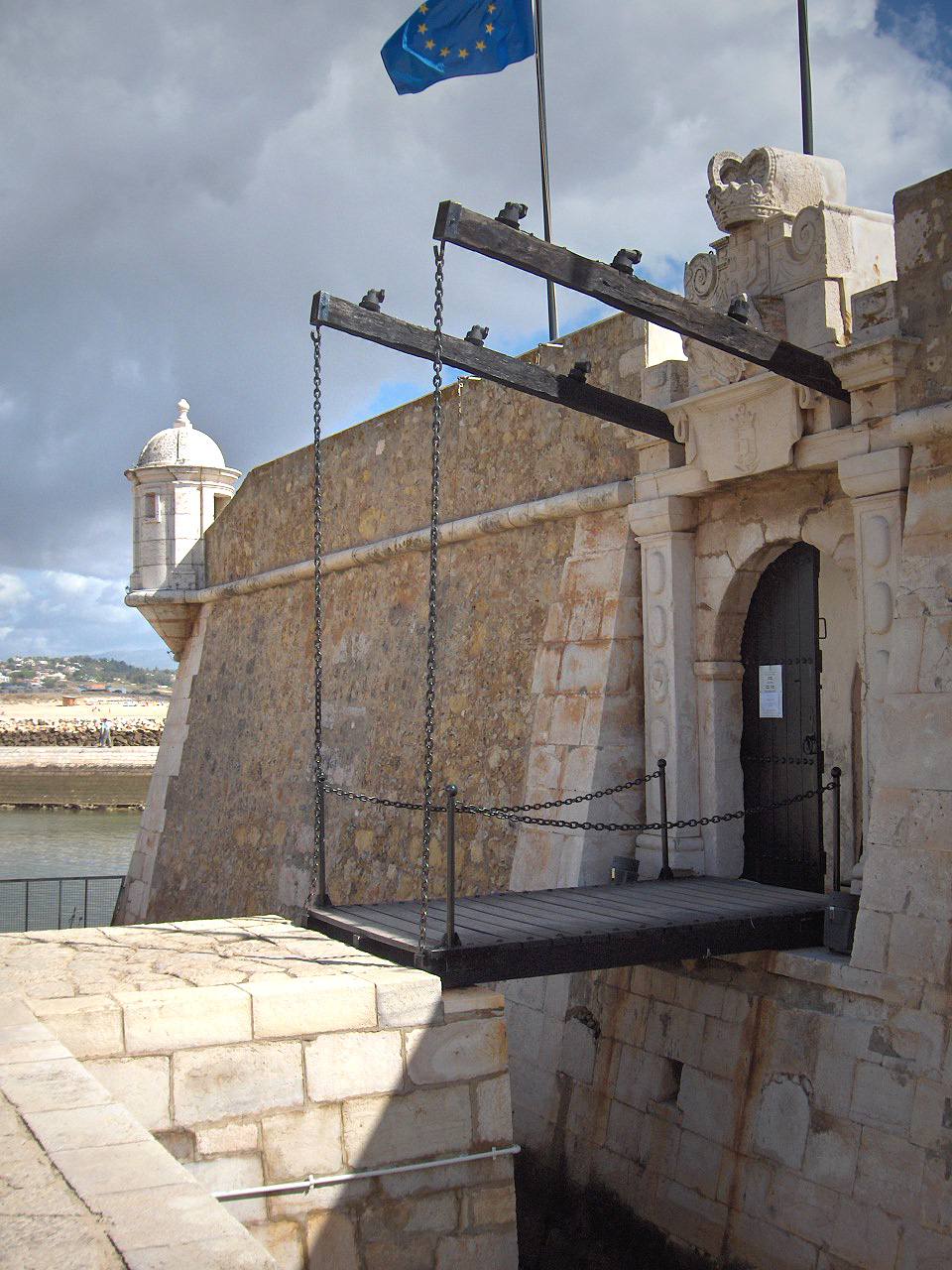
Stěžejkový padací most pevnosti Ponta da Bandeira; Lagos, Portugalsko

Padací most je častá součást velkých středověkých hradů a pevností. Jeho smyslem bylo maximálně ztížit přístup nepřítele k (obvykle hlavní, ale občas i vedlejší) bráně, kterážto i přes mnohá vylepšení a doplňky obranného systému nad sebou i ve svém bezprostředním okolí často představovala závažnou slabinu v obraně.
Padací most představoval vrchol celé myšlenky a podstatné zlepšení oproti svým předchůdcům, kterými byly rozebratelné či lehce zničitelné mosty. Tyto i později přetrvávaly vedle padacího mostu u rozestavěných, menších či chudších hradů jakožto levnější řešení nebo provizorium.
Hlavní výhoda padacího mostu spočívala v tom, že jej bylo možné zvednout velice rychle a že po zvednutí zůstával neponičen a připraven k rychlému spuštění, pokud by bylo třeba provést výpad. Další výhodou bylo, že zvednutý často zcela zakryl vstup brány a tudíž ještě posílil její obranu.